# جوليسا رينوسو بانتاليون
جوليسا رينوسو بانتاليون (بالإسبانية: Julissa Reynoso Pantaleón)‏ هي سياسية ومحامية أمريكية دومينيكانية المولد من الحزب الديمقراطي ولدت في يوم 2 يناير 1975 في بلدة سالسيدو في جمهورية الدومينيكان. بعمر السابعة هاجرت إلى الولايات المتحدة مع عائلتها. أكملت دراسة العلوم السياسية في جامعة هارفارد. اختارها باراك أوباما لتكون سفيرة الولايات المتحدة في الأوروغواي من سنة 2012 إلى سنة 2014. اختارها جو بايدن لتكون رئيسة مجلس سياسة الجنس للبيت الأبيض برفقة جينيفر كلاين، واختارها أيضا لتكون مديرة أعمال السيدة الأولى جيل بايدن.